# Bray Studios
Die Bray Studios sind eine Film- und Fernsehproduktionswerkstatt in der Ortschaft Bray, nahe Maidenhead in England. Hier wurden Filmaufnahmen sowie Modell- und Animationsszenen für namhafte Fernsehserien und Kinofilme produziert.
Gegründet wurden sie 1952 von dem Unternehmen Hammer Films.
Hammer mietete ab den 1930er Jahren für seine Horrorfilm-Produktionen alte englische Landhäuser an. Vornehmlich wurde in einem Herrenhaus namens Down House nahe der Themse gedreht. Im Jahr 1952 richtete die Produktion dann ein dauerhaftes Studio auf dem Gelände ein und nannte es nach der Gemeinde Bray, in welcher das Landhaus sich befindet. Der letzte Film der Hammer-Produktion an diesem Ort war im Jahr 1966 das Werk Der Fluch der Mumie. Vier Jahre später verkaufte Hammer die Studios.
In den frühen 1970er Jahren wurde das bereits in London erfolgreiche Musical The Rocky Horror Show dort und im zuvor bereits oft für Hammer-Filme genutzten benachbarten Schloss Oakley Court in einen Film gewandelt, welcher als The Rocky Horror Picture Show weltweiten Erfolg hatte.
Daneben wurde Spezialeffekte und Animationen für die BBC-Serie Doctor Who, Mondbasis Alpha 1 (erste Staffel) und dem Kinofilm Alien – Das unheimliche Wesen aus einer fremden Welt in den Bray Studios produziert.
Die Bray Studios beherbergen heute in ihren Räumen und Bühnen für verschiedene Fernsehproduktionen, Filmarbeiten und Konzertproben. Da das Anwesen zwischenzeitlich (Stand 2015) in ein Areal mit Eigentumswohnungen gewandelt wurde, war die Existenz der Studios in ihrer bisherigen Form bedroht. 2017 wurde mit dem Abriss einzelner Gebäude begonnen. Dann wurde das Gelände vom Windsor and Maidenhead Borough Council, der regionalen Verwaltungsbehörde, übernommen, um es als Drehort zu erhalten. 2019 entstand hier Rocketman, 2020 wurde die BBC-Serie Dracula in den Bray Studios gedreht. Für die Zukunft sind Erweiterungen angekündigt, darunter auch einige neue Studiogebäude.
Im Oktober 2022 begannen vor Ort die Dreharbeiten für die zweite Staffel von Amazons Der Herr der Ringe: Die Ringe der Macht.
Am 23. Juli 2024 kommuniziert Amazon MGM Studios den Erwerb der Bray Studios in Water Oakley, Berkshire.